# Axel Claëson
Axel Claëson, född 1877, död 1947, var en svensk diplomat och översättare.
Claëson översatte från franska och (i mindre utsträckning) från ryska, engelska och tyska. Han anförtroddes att översätta flera av sin tids ledande franska författare såsom François Mauriac, André Malraux och Édouard Estaunié.
Han var gift med Signhild Claëson (född Sebenius). Arkitekten Josef Frank ritade ett av de första funkishusen i Sverige för paret 1926 vid Berndt Lüdkes väg i Falsterbo.

## Översättningar (urval)
- Rysk-japanska kriget 1904-1905: behandladt i föreläsningar vid Ryska Nikolajevska Generalstabsakademien (Militärlitteraturföreningen, 1910-1912)
- H.G. Wells: Ryssland i skymning (Svenska andelsförlaget, 1921)
- Édouard Estaunié: Ansiktet (Tiden, 1926)
- René Benjamin: Balzacs underbara liv (1927)
- Joseph Kessel: Furstenätter (Tiden, 1928)
- Georges Bernanos: Under djävulens färla (Bonnier, 1928)
- André Chamson: Vägens män (Bonnier, 1929)
- Pierre Benoit: Axelle (Norstedt, 1929)
- Ilja Ehrenburg: Michail Lykov: roman från revolutionsårens Sovjet-Ryssland (Tiden, 1930)
- Georges Clemenceau: Segerns storhet och elände (Bonnier, 1930)
- Marcel Arland: Allt återgår till ordningen (Tiden, 1930)
- Jean Prévost: Bröderna (Tiden, 1931)
- François Mauriac: Thérèse (Tiden, 1931)
- R.H. Bruce Lockhart: Som politisk agent: en skildring av mina ungdomsår i olika länder och av mitt uppdrag som politisk agent i Moskva 1918 (Tiden, 1933)
- Manfred Hausmann: Lampioon kysser flickor och unga björkar: en luffares äventyr (Bonnier, 1933)
- Maurice Constantin-Weyer: En man ser tillbaka på sitt liv (Åhlén & söner, 1933)
- André Malraux: Människans lott (Tiden, 1934)
- Clarisse Francillon: Stadens krönika (Tiden, 1935)
- Simone Porché: Vredens dagar (Bonnier, 1936)
- Henry de Montherlant: Ungkarlarna (Bonnier, 1936)
- Joseph Peyré: Blod och prakt (Bonnier, 1936)
- Maksim Gorkij: Artamonovs (Bonnier, 1936)
- Jacques Spitz: När jorden rämnade (Åhlén & söner, 1937)
- Jules Romains: Verdun (del 1 översatt av Eivor Harlin-Sélywan, del 2 av Axel Claëson) (Bonnier, 1939)
- Charles Plisnier: Äktenskap (Forum, 1944)
- Roger Vailland: Den sällsamma leken (Wahlström & Widstrand, 1946)

### Fotnoter
1. ↑   Josef Frank: life and work av Christopher Long (2002), s. 89
2. ↑  ”"House for Axel Claeson, 1926"”. Arkiverad från originalet den 6 september 2014. https://web.archive.org/web/20140906180538/http://yc-yc.tumblr.com/post/59756944354. Läst 6 september 2014.